# Freie Wahl (Polen-Litauen)

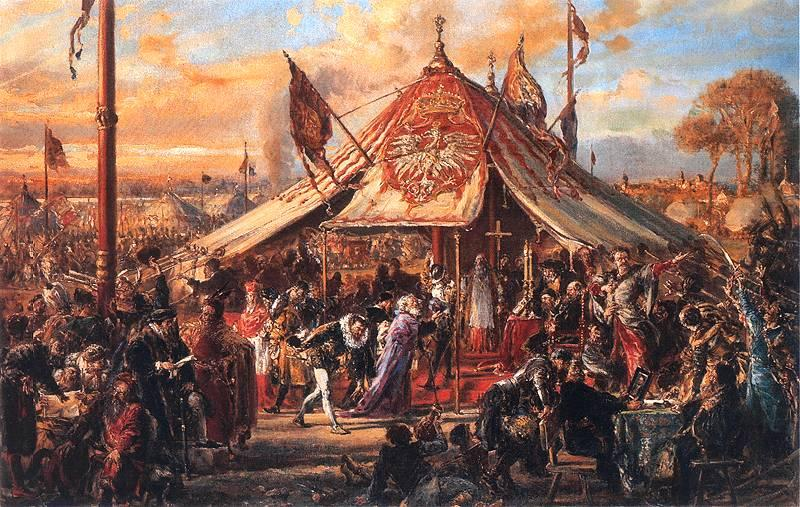
Gemälde der ersten Freien Wahl im Jahre 1573 (Fantasiedarstellung von Jan Matejko, 1889)

Als Freie Wahl (polnisch: wolna elekcja) wird die Wahl des Königs bzw. Großfürsten von 1573 bis 1791 in Polen-Litauen durch den Adel in seiner Gesamtheit bezeichnet.

## Geschichte
Das Recht der freien Königswahl betrachtete der Adel seit langem als größtes Vorrecht. Zur Zeit der Könige aus dem Geschlecht der Jagiellonen war dieses Recht eher theoretischer Natur.
Von praktischer Bedeutung wurde es erst nach dem Tod des letzten männlichen Jagiellonen Zygmunt II. August. Ganz abgesehen davon, dass zunächst Unklarheit über die möglichen Kandidaten herrschte, gab es keine konkreten Vorkehrungen, wie eine Wahl zu erfolgen hätte. In den folgenden Zeiten der Interregna entwickelten sich schließlich die Verfahren zur freien Königswahl, die schließlich die zentrale Grundlage der polnisch-litauischen Adelsrepublik bis zu ihrem Ende bildete.
Bis zum Interregnum von 1572/73 traten als Wähler die Magnaten oder der Sejm auf. Im Januar 1573 fand ein Konvokationsreichstag in Warschau statt. Dort setzte im Wesentlichen Jan Zamoyski durch, dass alle Adeligen persönlich (viritim), das Recht hatten, an der Königswahl auf den Wahlfeldern in Kamion bzw. Wola bei Warschau teilzunehmen. Alle hatten eine Stimme, so dass grundsätzlich der Kleinadel den Magnaten gleichgestellt war. Dieses Privileg wurde fortan gegen alle gegenläufigen Tendenzen vom Adel als „Augäpfel der Freiheit“ (lateinisch „Pupillae libertatis“, polnisch „źrenice wolności“) verteidigt.
Auf dem Wahlreichstag im April 1573 waren 50.000 Adelige anwesend. Sie hatten die Wahl zwischen fünf Kandidaten. Während die großen Magnaten für einen Habsburger Erzherzog waren, bevorzugte der übrige Adel Henri de Valois, den Bruder von Karl IX. von Frankreich. Letzterer wurde auch gewählt. Um den aus der Fremde stammenden König an die bestehenden Rechte und Privilegien zu binden, beschloss der Reichstag die Articuli Henriciani, die der König zu beschwören hatte. Hinzu kamen in Form der pacta conventa ein konkreter Forderungskatalog, den der König in seiner Regierungszeit umzusetzen hatte. Sollte der König gegen die Abmachungen verstoßen, behielt sich der Adel das Recht auf Widerstand vor. Nach der erzwungenen Absetzung von König Henri (1574/75) hatte jeder König nach seiner Wahl beide Dokumente anzuerkennen.

## Freie Wahl in den einzelnen Jahren
- 1573
- 1576
- 1587
- 1632
- 1648
- 1669
- 1674
- 1697
- 1704
- 1733
- 1764